# Thomas Helmer
Thomas Helmer (Herford, 21 aprile 1965) è un ex calciatore tedesco.

## Carriera
Cominciò la carriera nell'Arminia Bielefeld nel 1986 e successivamente passò al Borussia Dortmund (1989), Bayern Monaco, Hertha Berlino e Sunderland (Inghilterra), club con cui concluse la carriera di calciatore.
Ha vinto tre Titoli Nazionali nel 1994, 1997 e 1999 con il Bayern Monaco, due Coppe di Germania (1989 e 1998) e una Coppa UEFA nel 1996.
Con la Nazionale tedesca ha preso parte alla Fase Finale degli Europei 1992 e 1996 (questi ultimi vinti) e dei Mondiali 1994 e 1998.
Dal 2005 lavora per il giornale "65+" come inviato delle partite della Nazionale.

## Palmarès

### Club

#### Competizioni nazionali
- Coppa di Germania: 2

Borussia Dortmund: 1988-1989
Bayern Monaco: 1997-1998
- Supercoppa di Germania: 1

Borussia Dortmund: 1989
- Campionato tedesco: 3

Bayern Monaco: 1993-1994, 1996-1997, 1998-1999
- Coppa di Lega tedesca: 2

Bayern Monaco: 1997, 1998

#### Competizioni internazionali
- Coppa UEFA: 1

Bayern Monaco: 1995-1996

### Nazionale
- Campionato d'Europa: 1

1996